# Jerzy Kanal
Jerzy Kanal (geboren 20. Juli 1921 in Błaszki; gestorben 1. August 2015 in Berlin) war von 1992 bis 1997 Vorsitzender der Jüdischen Gemeinde in Berlin. Er war ein Überlebender des Holocaust.

## Leben

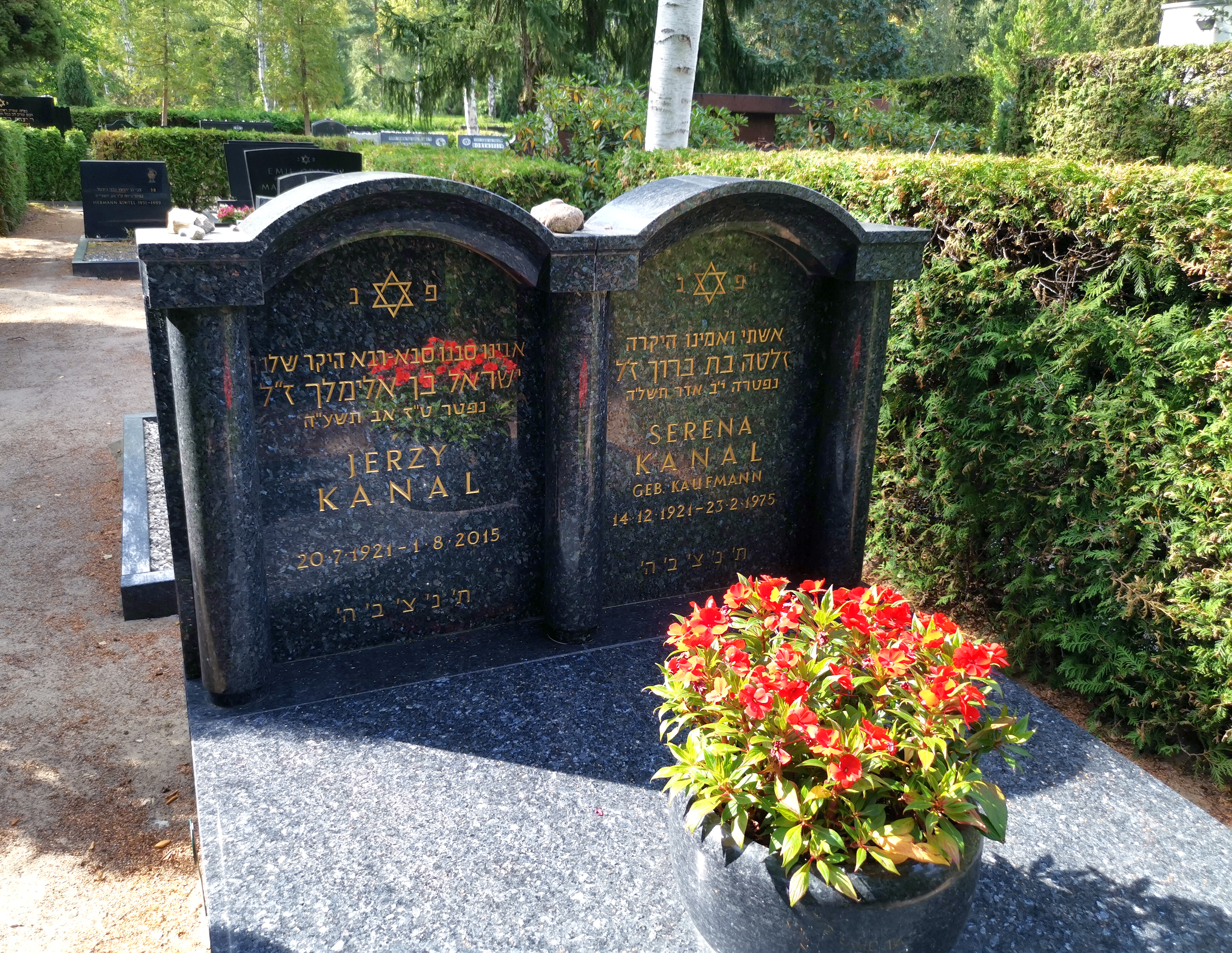
Grab auf dem Jüdischen Friedhof Heerstraße in Berlin-Westend (Feld W I)

Die Familie zog 1922 nach Warschau in das dortige Ghetto, das sie überlebten. Jerzy Kanal machte eine Ausbildung zum Kaufmann, er wurde jedoch bald deportiert und zwar zunächst nach Majdanek, dann nach Auschwitz in das Lager Birkenau. Vor der heranrückenden Front wurden die Häftlinge – häufig in Fußmärschen – nach Westen getrieben. Jerzy Kanal gelangte zunächst ins KZ Sachsenhausen und von dort in ein Außenlager. Hier erlebte er die Befreiung durch die Rote Armee. Seine Familie war jedoch noch während der deutschen Besetzung umgebracht worden.
Trotz der schlechten Erfahrungen mit Deutschen kam Jerzy Kanal 1953 nach Berlin und setzte sich für den Wiederaufbau der jüdischen Gemeinde ein. Seine Wohnung nahm er in der Wielandstraße in Berlin-Charlottenburg.
Er engagierte sich besonders im Vorstand der Jüdischen Gemeinde zu Berlin und übernahm 1992 deren Vorsitz, nachdem Heinz Galinski im Amt verstorben war. Dieses Amt übte Kanal bis 1997 aus. Damit war er auch Mitglied im Direktorium des Zentralrats der Juden, deren Vizepräsident er 1997 für ein halbes Jahr war. Nach dem Mauerfall und dem Zusammenwachsen Berlins setzte sich Jerzy Kanal auch für das Zusammenwachsen der jüdischen Gemeinden in beiden Teilen Berlins mit mehr als 10.000 Mitgliedern ein.
Als Vorsitzender der Jüdischen Gemeinde in Berlin gelang es Kanal, mit dem Senat einen Staatsvertrag auszuhandeln, der die Beziehungen zwischen Land und Gemeinde erstmals verbindlich regelte.
1992 hielt Kanal eine Gedenkrede anlässlich der Enthüllung einer Bronzegedenktafel vor der 1938 geplünderten und niedergebrannten Synagoge des ,Religionsvereins Westen’ in der Passauer Straße 2.
Im Jahr 1993 konnte Kanal aus dem Märkischen Museum Silbergegenstände in Empfang nehmen, die von den Nationalsozialisten jüdischen Mitbürgern abgepresst worden waren.
Am 8. Mai 1995 konnte Jerzy Kanal die als Centrum Judaicum wiederhergestellte Neue Synagoge in der Berliner Oranienburger Straße einweihen.
Kanal wurde auf dem Jüdischen Friedhof Heerstraße unter großer Anteilnahme der Öffentlichkeit beigesetzt.

## Auszeichnung
- Ernst-Reuter-Plakette (1998)

## Veröffentlichungen
- Jerzy Kanal: Politische und gesellschaftliche Strategien gegen Antisemitismus: Aktivitäten der Jüdischen Gemeinde zu Berlin. Digitale Bibliothek der Friedrich-Ebert-Stiftung.